# Danh sách đô thị tại Zamora

Bản đồ đô thị tỉnh Zamora

Đây là danh sách các đô thị ở tỉnh Zamora, thuộc cộng đồng tự trị Castile-Leon, Tây Ban Nha.
| Tên                            | Dân số (2006) |
| ------------------------------ | ------------- |
| Abezames                       | 90            |
| Alcañices                      | 1057          |
| Alcubilla de Nogales           | 164           |
| Alfaraz de Sayago              | 190           |
| Algodre                        | 173           |
| Almaraz de Duero               | 439           |
| Almeida de Sayago              | 602           |
| Andavías                       | 473           |
| Arcenillas                     | 316           |
| Arcos de la Polvorosa          | 274           |
| Argañín                        | 85            |
| Argujillo                      | 344           |
| Arquillinos                    | 160           |
| Arrabalde                      | 327           |
| Aspariegos                     | 311           |
| Asturianos                     | 298           |
| Ayoó de Vidriales              | 409           |
| Barcial del Barco              | 303           |
| Belver de los Montes           | 411           |
| Benavente                      | 18675         |
| Benegiles                      | 390           |
| Bermillo de Sayago             | 1252          |
| La Bóveda de Toro              | 879           |
| Bretó                          | 231           |
| Bretocino                      | 293           |
| Brime de Sog                   | 208           |
| Brime de Urz                   | 152           |
| Burganes de Valverde           | 833           |
| Bustillo del Oro               | 125           |
| Cabañas de Sayago              | 190           |
| Calzadilla de Tera             | 428           |
| Camarzana de Tera              | 1012          |
| Cañizal                        | 591           |
| Cañizo                         | 293           |
| Carbajales de Alba             | 693           |
| Carbellino                     | 243           |
| Casaseca de Campeán            | 127           |
| Casaseca de las Chanas         | 358           |
| Castrillo de la Guareña        | 148           |
| Castrogonzalo                  | 532           |
| Castronuevo                    | 328           |
| Castroverde de Campos          | 375           |
| Cazurra                        | 90            |
| Cerecinos de Campos            | 386           |
| Cerecinos del Carrizal         | 151           |
| Cernadilla                     | 180           |
| Cobreros                       | 636           |
| Coomonte                       | 275           |
| Coreses                        | 1130          |
| Corrales del Vino              | 1055          |
| Cotanes del Monte              | 138           |
| Cubillos                       | 389           |
| Cubo de Benavente              | 142           |
| El Cubo de Tierra del Vino     | 435           |
| Cuelgamures                    | 135           |
| Entrala                        | 161           |
| Espadañedo                     | 179           |
| Faramontanos de Tábara         | 488           |
| Fariza                         | 674           |
| Fermoselle                     | 1499          |
| Ferreras de Abajo              | 619           |
| Ferreras de Arriba             | 502           |
| Ferreruela                     | 566           |
| Figueruela de Arriba           | 475           |
| Fonfría                        | 1046          |
| Fresno de la Polvorosa         | 190           |
| Fresno de la Ribera            | 406           |
| Fresno de Sayago               | 226           |
| Friera de Valverde             | 243           |
| Fuente Encalada                | 132           |
| Fuentelapeña                   | 918           |
| Fuentes de Ropel               | 541           |
| Fuentesaúco                    | 1918          |
| Fuentesecas                    | 83            |
| Fuentespreadas                 | 357           |
| Galende                        | 1381          |
| Gallegos del Pan               | 147           |
| Gallegos del Río               | 717           |
| Gamones                        | 100           |
| Gema                           | 254           |
| Granja de Moreruela            | 327           |
| Granucillo                     | 206           |
| Guarrate                       | 378           |
| Hermisende                     | 364           |
| La Hiniesta                    | 353           |
| Jambrina                       | 213           |
| Justel                         | 132           |
| Losacino                       | 286           |
| Losacio                        | 120           |
| Lubián                         | 371           |
| Luelmo                         | 226           |
| El Maderal                     | 262           |
| Madridanos                     | 525           |
| Mahide                         | 466           |
| Maire de Castroponce           | 204           |
| Malva                          | 191           |
| Manganeses de la Lampreana     | 665           |
| Manganeses de la Polvorosa     | 772           |
| Manzanal de Arriba             | 440           |
| Manzanal de los Infantes       | 161           |
| Manzanal del Barco             | 182           |
| Matilla de Arzón               | 226           |
| Matilla la Seca                | 59            |
| Mayalde                        | 244           |
| Melgar de Tera                 | 492           |
| Micereces de Tera              | 580           |
| Milles de la Polvorosa         | 244           |
| Molacillos                     | 289           |
| Molezuelas de la Carballeda    | 82            |
| Mombuey                        | 416           |
| Monfarracinos                  | 794           |
| Montamarta                     | 606           |
| Moral de Sayago                | 329           |
| Moraleja de Sayago             | 289           |
| Moraleja del Vino              | 1378          |
| Morales de Rey                 | 697           |
| Morales de Toro                | 1075          |
| Morales de Valverde            | 267           |
| Morales del Vino               | 2204          |
| Moralina                       | 344           |
| Moreruela de los Infanzones    | 431           |
| Moreruela de Tábara            | 462           |
| Muelas de los Caballeros       | 243           |
| Muelas del Pan                 | 815           |
| Muga de Sayago                 | 444           |
| Navianos de Valverde           | 235           |
| Olmillos de Castro             | 365           |
| Otero de Bodas                 | 218           |
| Pajares de la Lampreana        | 471           |
| Palacios de Sanabria           | 225           |
| Palacios del Pan               | 299           |
| Pedralba de la Pradería        | 296           |
| El Pego                        | 385           |
| Peleagonzalo                   | 354           |
| Peleas de Abajo                | 245           |
| Peñausende                     | 473           |
| Peque                          | 166           |
| El Perdigón                    | 785           |
| Pereruela                      | 694           |
| Perilla de Castro              | 208           |
| Pías                           | 185           |
| Piedrahita de Castro           | 134           |
| El Piñero                      | 265           |
| Pinilla de Toro                | 316           |
| Pino del Oro                   | 203           |
| Pobladura de Valderaduey       | 333           |
| Pobladura del Valle            | 67            |
| Porto                          | 273           |
| Pozoantiguo                    | 283           |
| Pozuelo de Tábara              | 190           |
| Prado                          | 92            |
| Puebla de Sanabria             | 1594          |
| Pueblica de Valverde           | 270           |
| Quintanilla de Urz             | 154           |
| Quintanilla del Monte          | 127           |
| Quintanilla del Olmo           | 45            |
| Quiruelas de Vidriales         | 866           |
| Rabanales                      | 721           |
| Rábano de Aliste               | 428           |
| Requejo                        | 177           |
| Revellinos                     | 294           |
| Riofrío de Aliste              | 981           |
| Rionegro del Puente            | 356           |
| Roales                         | 521           |
| Robleda-Cervantes              | 451           |
| Roelos de Sayago               | 138           |
| Rosinos de la Requejada        | 456           |
| Salce                          | 121           |
| Samir de los Caños             | 210           |
| Sandin                         | 55            |
| San Agustín del Pozo           | 212           |
| San Cebrián de Castro          | 325           |
| San Cristóbal de Entreviñas    | 1634          |
| San Esteban del Molar          | 169           |
| San Justo                      | 311           |
| San Martín de Valderaduey      | 88            |
| San Miguel de la Ribera        | 368           |
| San Miguel del Valle           | 202           |
| San Pedro de Ceque             | 630           |
| San Pedro de la Nave-Almendra  | 440           |
| San Vicente de la Cabeza       | 524           |
| San Pedro De Zamudia           | 139           |
| San Vitero                     | 669           |
| Santa Clara de Avedillo        | 226           |
| Santa Colomba de las Monjas    | 303           |
| Santa Cristina de la Polvorosa | 1218          |
| Santa Croya de Tera            | 415           |
| Santa Eufemia del Barco        | 270           |
| Santa María de la Vega         | 440           |
| Santa María de Valverde        | 96            |
| Santibáñez de Tera             | 559           |
| Santibáñez de Vidriales        | 1209          |
| Santovenia                     | 338           |
| Sanzoles                       | 636           |
| Tábara                         | 965           |
| Tapioles                       | 211           |
| Toro                           | 9667          |
| La Torre del Valle             | 186           |
| Torregamones                   | 315           |
| Torres del Carrizal            | 491           |
| Trabazos                       | 974           |
| Trefacio                       | 216           |
| Uña de Quintana                | 207           |
| Vadillo de la Guareña          | 345           |
| Valcabado                      | 335           |
| Valdefinjas                    | 80            |
| Valdescorriel                  | 201           |
| Vallesa de la Guareña          | 153           |
| Vega de Tera                   | 456           |
| Vega de Villalobos             | 143           |
| Vegalatrave                    | 144           |
| Venialbo                       | 488           |
| Vezdemarbán                    | 612           |
| Vidayanes                      | 104           |
| Videmala                       | 190           |
| Villabrázaro                   | 349           |
| Villabuena del Puente          | 877           |
| Villadepera                    | 260           |
| Villaescusa                    | 354           |
| Villafáfila                    | 607           |
| Villaferrueña                  | 148           |
| Villageriz                     | 53            |
| Villalazán                     | 366           |
| Villalba de la Lampreana       | 282           |
| Villalcampo                    | 605           |
| Villalobos                     | 319           |
| Villalonso                     | 112           |
| Villalpando                    | 1616          |
| Villalube                      | 229           |
| Villamayor de Campos           | 477           |
| Villamor de los Escuderos      | 532           |
| Villanázar                     | 354           |
| Villanueva de Azoague          | 319           |
| Villanueva de Campeán          | 150           |
| Villanueva de las Peras        | 154           |
| Villanueva del Campo           | 1030          |
| Villar de Fallaves             | 87            |
| Villar del Buey                | 773           |
| Villaralbo                     | 1753          |
| Villardeciervos                | 486           |
| Villardiegua de la Ribera      | 160           |
| Villárdiga                     | 97            |
| Villardondiego                 | 123           |
| Villarrín de Campos            | 587           |
| Villaseco del Pan              | 262           |
| Villavendimio                  | 192           |
| Villaveza de Valverde          | 246           |
| Villaveza del Agua             | 116           |
| Viñas                          | 247           |
| Zamora                         | 66135         |